# Kalichovka půvabná
Kalichovka půvabná (Haasiella venustissima) je vzácná rouškatá houba z čeledi čirůvkovitých. Roste v pozdním podzimu na odumřelých vlhčených větvích a kmenech listnáčů, především na bezu (Sambucus) a šeříku (Syringa), někdy také ve smrčinách na jehličí.
Ke správnému určení druhu je zapotřebí mikroskopického prohlédnutí specifických znaků.